# Villa Casazza
Villa Casazza è una struttura monumentale di Napoli, situata nella zona di Capodimonte.
L'architettura è puramente settecentesca. Da quanto pervenuto, fu prima una proprietà della famiglia Giordano, poi, nel 1825, del celebre avvocato Casazza.